# ジャナ・ジョルダン
ジャナ・ジョルダン（Jana Jordan、1986年3月9日 - ）はアメリカ合衆国のヌードモデル、ペントハウス誌2007年8月号のペントハウス・ペット。ロサンゼルス在住。

## 経歴
1986年3月9日、テキサス州サンアントニオに生まれ、テキサス州ヒューストンに育つ。出生名Jana Louise Grochoske。
2004年、テキサス州ハリス郡サイプレスのCy-Fair High School卒業。学生時代はノーパンの状態でスカートを捲り上げて男子をからかっていた。
14歳から17歳にかけて商業モデル（主として印刷物）としてキャリア開始。18歳のときヌードモデルに転身。ガールフレンドと一緒にヌードになってウェブカム配信することによりアダルト業界に関わるようになる。それがエージェントの目に留まり、彼女はロサンゼルスに連れていかれる。テキサス州に戻る前にいくつかの雑誌や動画の仕事を取る。
2007年1月、ハリウッドに移る。ペントハウス誌2007年8月号のペントハウス・ペットに選ばれる。2007年2月から2008年3月までNinn Worxと専属契約。
2006年から2017年にかけて278本のアダルトフィルムに出演。

## 人物
初体験は12歳のとき、隣人と。男性との初体験は14歳のとき。趣味は買い物と映画。ホラー映画が好きで、お気に入りの作品は『ヒルズ・ハブ・アイズ』など。
4歳のときからサーフィンをしているが、本人によるとあまり上手くはない。彼女がするほぼ唯一のスポーツである。